# João II de Mônaco
João II (francês:Jean II,  italiano:Giovanni II; (1468 - 11 de Outubro de 1505) foi Senhor de Mônaco de Março de 1494 até sua morte. Ele era o filho mais velho de Lamberto Grimaldi e Claudine Grimaldi.
Casou-se com Antônia de Saboia, filha ilegítima do Duque de Saboia com sua amante Libera Porteneri, em 1496. O casamento não teve descendentes. João II foi assassinado por seu irmão Luciano, que tornou-se o novo senhor de Mônaco.